# Leucauge tetragnathella
Leucauge tetragnathella là một loài nhện trong họ Tetragnathidae.
Loài này thuộc chi Leucauge. Leucauge tetragnathella được Embrik Strand miêu tả năm 1907.